# Pterolophia ochreomaculipennis
Pterolophia ochreomaculipennis là một loài bọ cánh cứng trong họ Cerambycidae.